# Eindhovense Mixed Hockey Club
De Eindhovense Mixed Hockey Club (EMHC) is een voormalig hockeyclub die was opgericht op 14 oktober 1921 en met ingang van 1 juli 2016 is gefuseerd met hockeyclub Oranje Zwart tot Hockeyclub Oranje-Rood.
De club had in het laatste jaar van haar bestaan 975 leden en was daarmee na Oranje Zwart en HC Eindhoven de derde hockeyclub van Eindhoven. De club was gevestigd op Sportpark Aalsterweg
De EMHC Bulls zijn de ondervereniging voor rolstoelhockey.

## Geschiedenis EMHC
EMHC werd opgericht op 14 oktober 1921 en dat gebeurde vooral op initiatief van Peter Graner. De eerste voorzitter was Dolf van Moorsel. Penningmeester in dat eerste bestuur was Annetje Philips, de dochter van Anton Philips, en later getrouwd met de fervente sportliefhebber Frans Otten, die vooral zeer bekend werd als president-directeur van de N.V. Philips. 

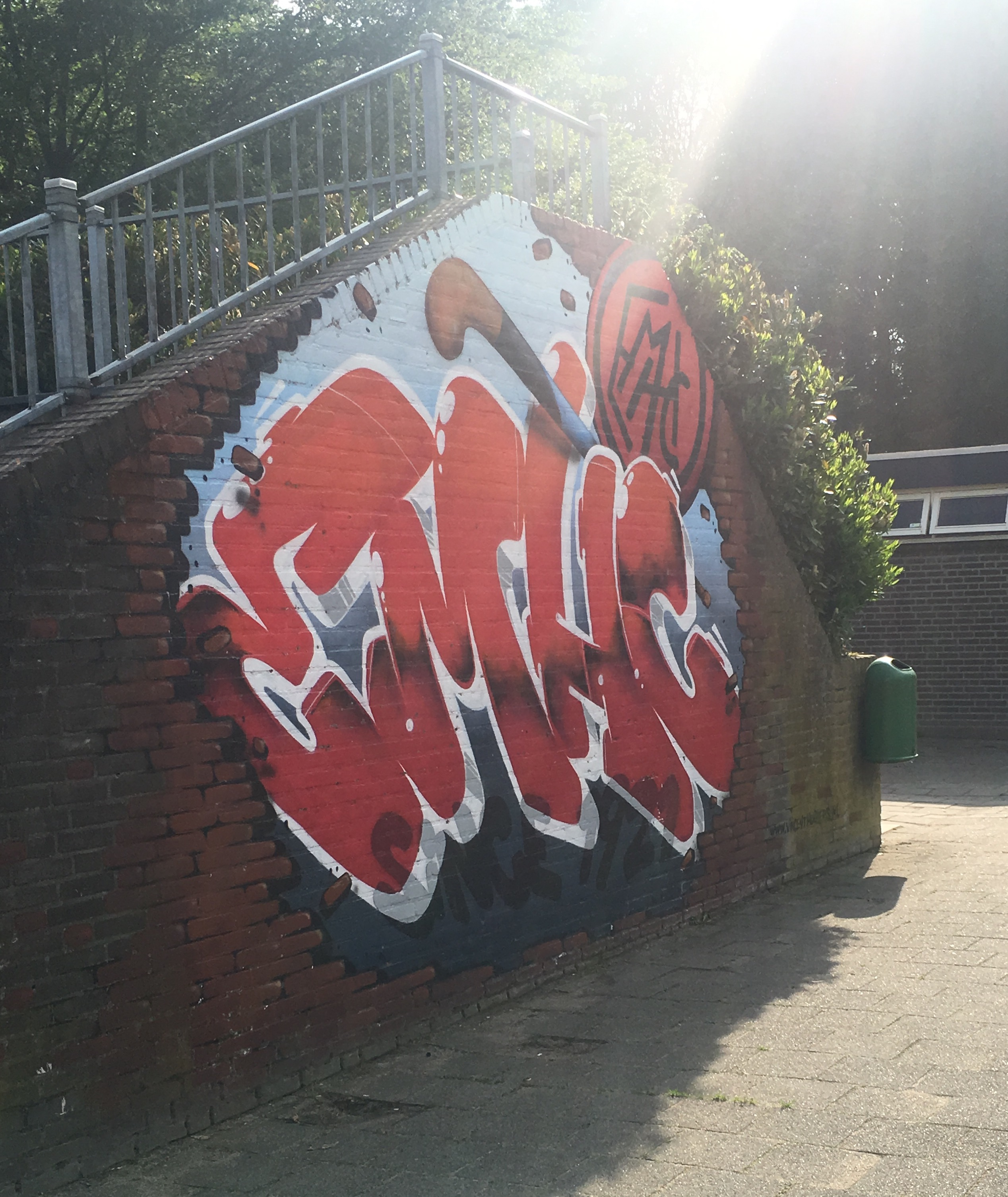
EMHC graffiti

 De contributie in die beginjaren was ongeveer 1 euro, toen dus 2,20 gulden voor een heel seizoen. Het eerste speelveld lag aan de Oirschotsedijk in Eindhoven. In het oorlogsjaar 1941 vond de verhuizing plaats van de Oirschotsedijk naar de huidige locatie, ook van Oranje-Rood, Sportpark Aalsterweg. Toenmalig directeur van de Stichting Eindhovense Sportparken, Charles Roels sr., heeft deze verhuizing geïnitieerd. Het huidige sportpark ligt aan de Charles Roelslaan, vernoemd naar hem. In het jaar 1948 bedroeg de contributie per seizoen zeven en een halve gulden. Hoewel EMHC bekend staat als familiaire club de situatie rond Heren-1 medio jaren ’70 een apart hoofdstuk binnen EMHC. EMHC Heren 1 degradeerde in 1975 uit de Hoofdklasse. Doel om bij de top te blijven was uitgangspunt, en daarom werd om tegenwicht te bieden aan grotere en sterkere clubs een samenwerking en mogelijke fusie, op termijn, met buurman Oranje Zwart, onder de naam “EMOZ”. Beiden clubs speelden in de overgangsklasse en wisselden spelers uit om zo een zo sterk mogelijk team te maken van beide clubs. Dat team vaandelteam werd Oranje zwart, omdat die in een gemakkelijkere poule zaten om promotie af te dwingen. Oranje Zwart promoveerde vervolgens ook naar de Hoofdklasse, EMHC degradeerde naar de Eerste Klasse, maar belangrijker vervolgens keurde de KNHB de fusie af. In 2003 kwam EMHC met zijn Heren-1 nog eenmaal terug in de Hoofdklasse, maar degradeerde na één jaar weer terug naar de overgangsklasse.

## Heren 1 en Dames 1
EMHC Heren-1 behaalde de titel "Kampioen van het Zuiden" in het seizoen 1961/62, maar haalde net niet de landstitel. Heren 1 degradeerde voor de laatste keer in 2004 uit de Hoofdklasse door in de nacompetitie twee nederlagen te lijden tegen Tilburg. In het seizoen 2010-2011 komt het team uit in de eerste klasse C. In het seizoen 2013-2014 miste het nog net de promotie naar de Overgangsklasse. Een jaar later, na een achtste plaats in de Eerste klasse kwam er een definitief eind aan Heren-1 van EMHC, na 93 jaar.
Dames 1 degradeerde voor de laatste keer in 1993 uit de Hoofdklasse en komt na promotie in 2010 in het seizoen 2010-2011 uit in de eerste klasse C. De dames hebben daarnaast driemaal de landstitel weten te behalen nog voor de invoering van de Hoofdklasse.
Vanwege een aanstaande fusie met de buren van Oranje Zwart naar de nieuwe hockeyclub Oranje-Rood werden Dames-1 en Heren-1 in het laatste jaar van de club al uit de bondscompetitiegehaald.

## Fusie
Het bestuur van Oranje Zwart en EMHC besloten om in juli 2016 samen te gaan onder de naam Oranje-Rood. Die naam en het logo werden bekendgemaakt na de wedstrijd van Oranje Zwart tegen HC Kampong op 15 maart 2015.
Met de fusie kwam er na 95 jaar een einde aan een tijdperk EMHC.

## Bekende (ex-) spelers en speelsters
- Jan Albers
- Det de Beus
- Fieke Boekhorst
- Jan Willem Buij
- Maarten van Grimbergen

## Palmares
- Landskampioen:
  - Dames: 1957, 1966, 1968